# Šoporňa
Šoporňa este o comună slovacă, aflată în districtul Galanta din regiunea Trnava, pe malul râului Váh. Localitatea se află la altitudinea de 122 m deasupra n.m., se întinde pe o suprafață de 31,39 km2 și în 2017 număra 4.228 de locuitori.

## Istoric
Localitatea Šoporňa este atestată documentar din 1251.

## Demografie
| An:                | 1994 | 2004   | 2014   | 2024   |
| ------------------ | ---- | ------ | ------ | ------ |
| Număr de persoane: | 4000 | 4149   | 4171   | 4032   |
| Diferență:         |      | +3,72% | +0,53% | −3,33% |

| An:                | 2023 | 2024   |
| ------------------ | ---- | ------ |
| Număr de persoane: | 4079 | 4032   |
| Diferență:         |      | −1,15% |